# Iulian Mihail Bîca
Iulian Mihail Bîca (n. 6 iunie 1961, Bârlad, România) este un politician român, a fost ales senator în Circumscripția electorală nr.39 VASLUI, în data de 06.12.2020 din partea Partidului Național Liberal, și validat în data de 21.12.2020.